# Sullivan megye (Indiana)
Sullivan megye az Amerikai Egyesült Államokban, azon belül Indiana államban található. Megyeszékhelye és legnagyobb városa Sullivan. Lakosainak száma 20 817 fő (2020. április 1.).

## Szomszédos megyék
- Vigo megye
- Knox megye
- Clay megye
- Greene megye
- Clark megye
- Crawford megye

## Népesség
A megye népességének változása:
| Lakosok száma | 21 421 | 21 250 | 21 229 | 21 223 | 20 928 | 20 817 |
|               | 2010   | 2011   | 2012   | 2013   | 2015   | 2020   |